# Paraschizognathus olivaceus
Paraschizognathus olivaceus är en skalbaggsart som beskrevs av Ohaus 1904. Paraschizognathus olivaceus ingår i släktet Paraschizognathus och familjen Rutelidae. Inga underarter finns listade i Catalogue of Life.